# 橋本久和
橋本 久和（はしもと ひさかず、1970年6月20日 - ）は、群馬県出身の競艇選手（A1級）。66期出身。

## 経歴
- 1997年 地区選手権競走で初GI出場
- 2003年 江戸川MB大賞・優勝戦で記念初優出で初優勝
- 2004年 SG・第39回総理大臣杯競走でSG初優出し3着